# Norra skenet
Norra Skenet (en français Lumières du Nord) est une sculpture de l'artiste Ernst Nordin, situé sur le campus de l'université d'Umeå, à Umeå en Suède.

## Histoire
Prévu dans le planning de construction du campus de l'université d'Umeå, un concours s'est déroulé en 1967 pour le choix d'une sculpture et l'artiste Ernst Nordin gagne ce concours. L'œuvre Norra skenet est construite en 1969 dans le campus et déplacé à son emplacement actuel en 1995 à cause de la construction de la salle de formation des enseignants.
La sculpture est faite en acier inoxydable poli. Des tubes d'acier rectangulaires ont été soudés ensemble dans une composition en diagonale, ressemblant à une Aurore Boréale (lumières du nord). La structure est éclairée par des spots encastrés.
L'université d'Umeå utilise la sculpture en tant que symbole dans ses relations d'affaires.